# Parrillada
La parrillada también llamada asado, churrasco, barbacoa o torrada es un método para cocinar carne de diferentes animales, principalmente de bovino, pollo o cerdo, aunque también de pescado, marisco e incluso verdura, mediante el calor del fuego, difundido en casi todo el planeta desde el descubrimiento del manejo del fuego, es decir, antes de la aparición del Homo sapiens. El antropólogo Claude Lévi-Strauss, en Lo crudo y lo cocido considera la cocción de la carne como un paso importante para definir a la cultura humana. Desde al menos Pasteur se sabe que la cocción sirve para eliminar gran parte de los gérmenes patógenos (en especial parásitos) que puedan estar en la carne, por otra parte la cocción, ya sea en asado o en hervido facilita la masticabilidad de los alimentos. Los términos parrillada, asado, carne asada y barbacoa refieren también a la comida y a la reunión donde se consume. 

La parrillada es normalmente cocinada sobre una rejilla de metal (la parrilla) normalmente en un ambiente cubierto al aire libre y calentado por la llama de la incineración de madera, carbón, gas natural o propano. La parrillada en los restaurantes puede ser cocinada en una parrilla de metal diseñada especialmente para interiores. 

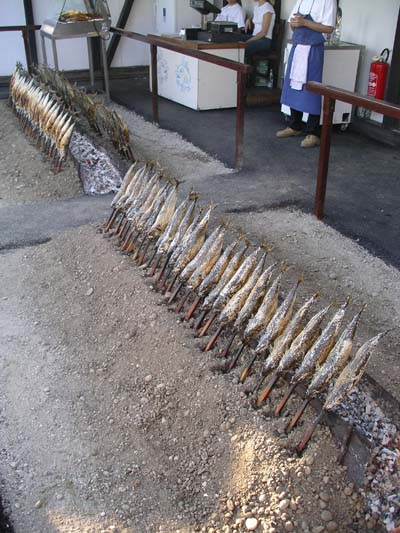
Pescados asándose en la Oktoberfest, Múnich

Durante una parrillada se suelen degustar varias partes del animal o de distintos animales e incluso verduras, dependiendo de la zona. En Galicia esta comida empieza con chorizos asados y criollos. Suele continuar con distintas partes del cerdo, generalmente costilla, parte de la falda del cerdo, panceta o tocino y filetes o costillas de ternera y muslos de pollo. Raramente se acompañan con verduras asadas, aunque es común comer patatas fritas y ensalada. Se suele regar la fiesta con agua o vino o, en tiempos más modernos, bebidas azucaradas. También es común rematar con bebidas espirituosas como la "queimada", el licor café o el licor de hierbas.
En Galicia es también común el asado de sardinas o "chinchos" sobre parrilla, muy tradicional de la noche de San Juan aunque consumido durante todo el mes de San Juan.
Introducido en Argentina y Uruguay por inmigrantes gallegos se ha convertido en uno de los platos referenciales de la cocina rioplatense, allí conocido como asado. 

## Barbacoa y bucán
Los nativos de América tenían, por lo general, una dieta hiperproteínica debido a su frecuente modo de producción cazador y recolector. Solo desde el actual territorio mexicano hasta el norte, las carnes eran bovinas, de bisontes – o cíbolos– y bueyes almizcleros) así como caprinas, desde el sur de La Florida y Texas también resultaban piezas importantes de consumo el pecarí, el tapir y, ya en pleno subcontinente de Sudamérica los auquénidos en la región andina y el ñandú.
En cuanto a la "fauna menor" descollaba el pavo o guajolote. Mientras que en la Cuenca del Caribe y la Cuenca Amazónica, así como la Cuenca del Río de la Plata, se sumaban como carnes destacadas de la "fauna mayor" las del capibara ( o carpincho ) y las diversas subespecies de caimanes (yacarés, aligátores).
Los taínos —macroparcialidad septentrional de los arawaks que llegaron a colonizar las islas del Caribe— llamaban barbacoa o barbacúa a la carne asada sobre una especie de parrilla compuesta por leños verdes entrecruzados. Esta parrilla, sobre la cual se disponían las diversas porciones de carne, solía tener su fogón bajo el nivel del suelo, en una fosa longitudinal que servía para concentrar el calor (y el humo) en la carne que estaba sobre la parrilla. De este modo, la carne asada que no era comida en el momento inmediato a su cocción podía (mediante el ahumado) ser comida más tarde, aunque el ahumado era, y es, muy poco saludable si la ingesta de carne así cocinada se hace con frecuencia.
La palabra bucanero deriva de la, al parecer Caribe, bucán. El bucán es prácticamente lo mismo que la barbacoa original de los arawakos, sin embargo se divulgó mucho en la Cuenca del Caribe tras la irrupción de los europeos, los cuales cocinaban principalmente carne de cerdo (cerdos salvajes descendientes de los primeros cerdos domésticos traídos por los conquistadores españoles).

## Asado en el Cono Sur

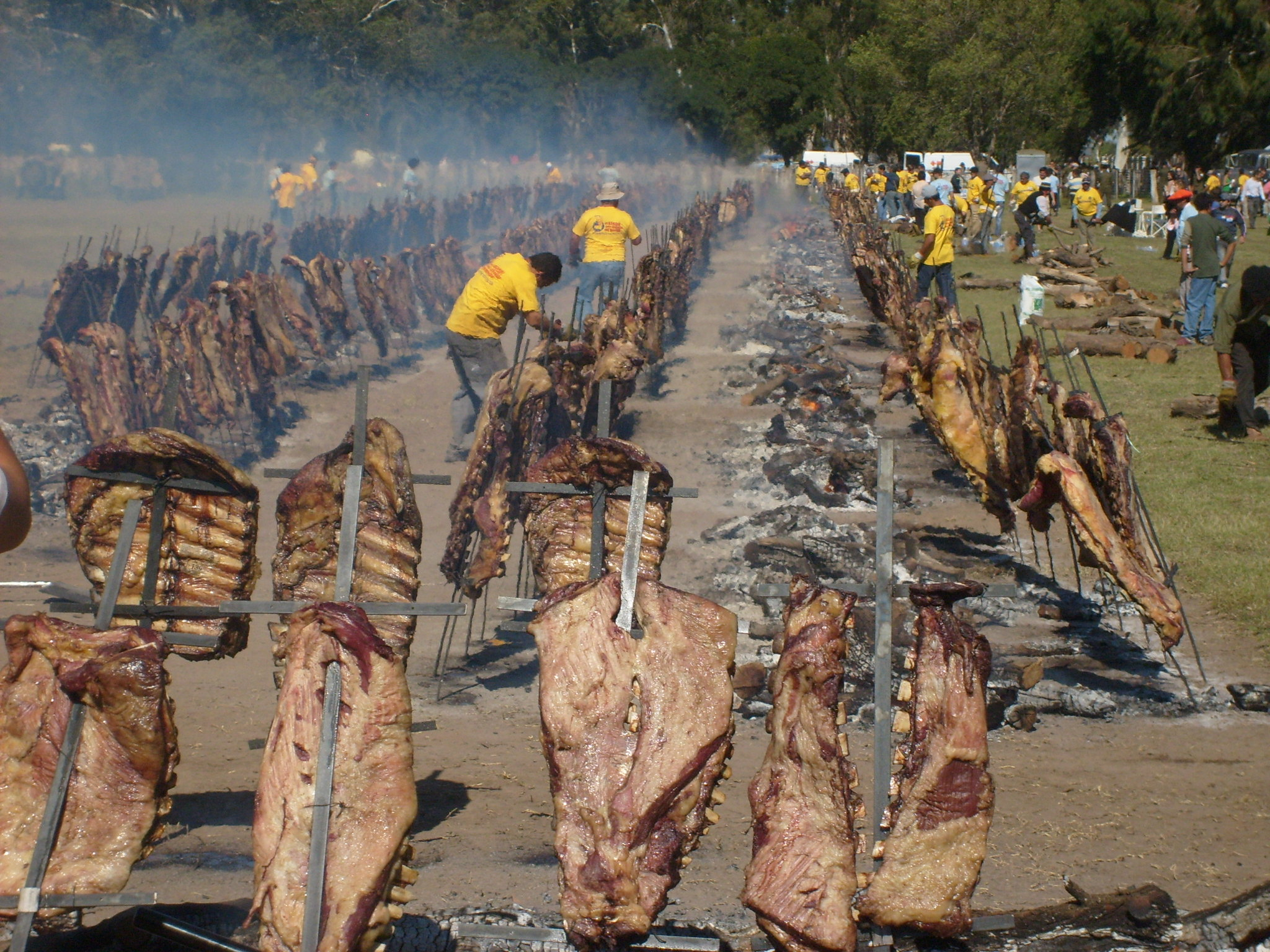
Asado preparado en la Patagonia, Argentina.

Argentina, Bolivia, Brasil, Chile, Paraguay y Uruguay son conocidos mundialmente por la calidad de su carne. Sus tradicionales campesinos, los gauchos y huasos son especialistas en la elaboración del asado al modo rural, esto es, las porciones de carne colgadas en un asador de hierro que se clava en la tierra, rodeando un fogón de leña. Un asado correctamente preparado (sin "arrebatar", o sea sin apurar su cocción) requiere varias horas de fuego y trabajo. El modo de comerlo aceptado en estas regiones es "al pan", en el que solo se utiliza el pan para tomar la carne sin quemarse con una mano, mientras se la muerde con la boca, y un facón para cortar la carne de arriba abajo. Los menos arriesgados pueden consumirla "al plato" con cuchillo y tenedor. Los cortes más apetitosos para el asado son la costilla o asado de tira, o el vacío. En las ciudades, la forma de preparación es menos rústica e indudablemente menos vistosa. Se suelen aplicar "distorsiones" para los puristas, como el hecho de encender el fuego con algún tipo de combustible fósil o pastillas, que transmitan su olor o gusto a la carne y que posee, como en el caso de las barbacoas estadounidenses, efectos tóxicos. Es muy común el uso del carbón vegetal para generar un rápido fuego en la Argentina, aunque también en zonas del interior y zonas rurales suele utilizarse la leña (siendo muy apreciada la de quebracho). En Uruguay generalmente se utiliza leña de monte. Los más reconocidos asadores del país se muestran contrarios de las parrillas con tapa, por considerar que estas alteran el normal proceso de cocción cárnico. Es común que en las casas de familia haya un parrillero como elemento imprescindible para la correcta preparación de la parrillada.
Tanto en Argentina y Chile como en Uruguay se distingue el asado de la parrillada, según la variedad de cortes de carne que se asan. Un asado lleva cortes de carne "básicos" (tiras de asado o costillas, vacío, chorizo, e incluso entraña y morcilla); en cambio la parrillada además de estos, incluye "achuras" (vísceras de la vaca y ubre vacuna) e incluso algunas verduras asadas (papas, choclos, morrones, etc.). Por esto es que, el asado es más común hacerlo en casa y la parrillada se come en restaurantes. Aún con todas estas diferencias marcadas, a veces se dice indistintamente "asado" o "parrillada" si se hace en casa (aunque es mucho más frecuente el uso de la palabra "asado"); pero si se va a un restaurante siempre se dice "parrillada".

## Norteamérica
De la barbacoa, el bucán y preparaciones similares los hispanoamericanos, desde el norte de la Cuenca del Caribe, y especialmente, desde los territorios mexicanos, difundieron la preparación típica de carnes vacuna y ovina asadas hacia el norte de América a partir del siglo XVII, según las referencias escritas después del descubrimiento de América.

## México
La barbacoa en México no se refiere a un asado o parrillada, ni a la cocción mediante el ahumado, y es anterior al descubrimiento de América. La barbacoa está íntimamente relacionada con el método de cocción a vapor bajo tierra muy común en los pueblos polinésicos (incluso en Hawái) (en Argentina y Chile se le da el nombre de curanto) y crea raíces propias en culturas precolombinas desde México hasta Perú, las que, con orígenes étnicos ligados a la Polinesia, la utilizaron comúnmente en regiones distantes entre sí: por ej. Baalba Koab en Yucatán, Potze en Tabasco y Pachamanca en Perú. La atribución de la barbacoa a los indios taínos en el Caribe, es consecuencia de la primera referencia cronológica española después del descubrimiento de América, sin embargo, el procedimiento de cocción es más que similar al procedimiento maya del Baalba Koaab, aunque, en la práctica difiere bastante.  Asimismo, la referencia española del término muy bien puede haber cambiado con el tiempo, tal y como lo hicieron con muchos vocablos indígenas que pasaron al idioma español con cambios sustanciales en la fonética (dos ejemplo de ello lo son el xocolatl que pasó al español como chocolate, y Malinalli que pasó al español como Malinche) y también debido a la transmutación de procesos adaptados a la cocina peninsular y, en ello, el asado del lechón al estilo Español, puede haber influido en la idea de que la barbacoa era simplemente un asado sobre la llama directa del fuego.  En cuanto a la migración de la cultura y las costumbres, no es de extrañar que el Baalba Koab de los Mayas (mucho antes de la llegada de los españoles), haya pasado a los pueblos de Caribe debido al comercio y a la influencia que tenía la cultura del Mayab desde Campeche en México hasta lo que hoy es Guatemala y parte de Centroamérica.
La barbacoa en México se refiere a un solo y único proceso que consiste en cavar y crear un "horno de tierra" de forma cilíndrica de una profundidad de un metro o más, en el que se sitúa carbón o leño en el fondo del mismo.  Encima del carbón se coloca un "tapezco" o entramado de leños verdes sobre el que se sitúa una receptáculo de barro (o metal hoy día), en el que se recogen los jugos de la carne que se sitúa por encima de este receptáculo sobre otro tapezco de leños verdes (o una rejilla metálica hoy día). El horno se recubre con hojas de maguey (llamadas "pencas"), y la carne de envuelve y cubre con las pencas por completo antes de cerrar el horno con una piedra circular y sellar las orillas de esta con lodo.  El tiempo de cocción dura más de cuatro o cinco horas y al no haber oxígeno en le interior del horno, la carne se cocina solo con el calor y a vapor.  Este proceso es similar al utilizado en el estado de Tabasco para cocinar el Potze y en el estado de Yucatán para cocinar el Moocbi-Pollo y el Pibi-Pollo.  A este proceso se le conocía en tiempos precolombinos como Baalba Koab u hoyo en la tierra.  La razón de la existencia de este procedimiento en el Altiplano mexicano, se debe a la derrota y subyugación de los Mayas por parte del Imperio Azteca, quienes llevaron esta forma de cocina al centro y norte del México e incluso a Centroamérica y parte del norte de Sudamérica, en cuyos territorios tenían injerencia militar o comercial. La barbacoa tradicional admite la cocción del borrego lanar en el centro de México, así como del borrego Cimarrón en el norte del país, a lo que se llama "barbacoa de borrego".  También se admite y es común la "barbacoa de chivo", hecha con carne de chivo.  En algunos estados del centro de México, se hace barbacoa de Res o de Vaca, aunque esta última, de ganado vacuno es no goza de mucha demanda.

## E.U.A.
El vocablo barbecue o barbacoa estadounidense es muy probablemente una deformación del término utilizado en los territorios mexicanos de Texas y Nuevo México, en los que la existencia del Maguey pudo haber influido en la creación de horno de ladrillo con puertas, los cuales pudieron haber pretendido copiar el proceso del horno de tierra, pero sin cavar dentro,y colocando el carbón sobre una rejilla, dotándolo de puertas para sellarlo.  Asimismo, la cercanía de las culturas francesas presentes en la Florida habrían influido en ello con los ahumados, lo que pudo dar como resultado la incorporación del vocablo criollo mexicano "barbacoa", a la forma de cocción que en la actualidad está ligada al concepto de grill ( alimento cocinado sobre una grilla o parrilla ) bastante rápido de preparar y que suele consumirse durante los brunch de los días estivales al aire libre. Tal tipo de barbacoa estadounidense se suele realizar en aparatos industriales ad hoc, tales aparatos industriales de uso doméstico suelen suplantar a los fogones y auténticos asadores.  Además, es muy común en los E.U.A., el uso de un artilugio patentado que consta de una especie de brasero cóncavo (casi con forma de media esfera) en cuyo fondo se ubica una hornilla de gas propano o, briquetas de carbón ( sean de carbón vegetal o sean de hulla u otros carbones minerales ), y sobre estas brasas se ubica la grilla o parrilla propiamente dicha no excediendo frecuentemente los 50 cm de diámetro.  Sobre tal grilla se ubican las carnes, generalmente de vacunos novillo estabulados alimentados a grano o alimentos balanceados y, así, con altos porcentajes de colesterol nocivo.
Estos artefactos estadounidenses para la barbacoa casi siempre están cubiertos por una tapa o campana, la cual por una parte acelera la velocidad de cocción y por la otra concentra en la carne los gases tóxicos producidos en la combustión, quitándole por otra parte a la carne su sabor más natural.
Es frecuente que la carne preparada en estas parrilladas sean luego aderezadas con salsas dulzonas.
Las salsas para acompañar a la barbacoa estadounidense suelen ser de consistencia espesa y tener apariencias organolépticas de una jalea o dulce untable. En efecto, suelen tratarse de una mixtura hipercalórica cuyos ingredientes son: jarabe de glucosa, cloruro de sodio, pulpa de tomate, azúcar, almidón modificado, mostaza, pimienta, ajo, vinagre e incluso goma xántica, sorbato de potasio y benzoato de potasio. A diferencia del chimichurri o del pebre las salsas para bbq son previamente cocinadas de modo que el azúcar se acaramela y toman de este modo la consistencia de un jarabe untuoso que se guarda en recipientes de conserva.

## Tradición de pueblos ganaderos

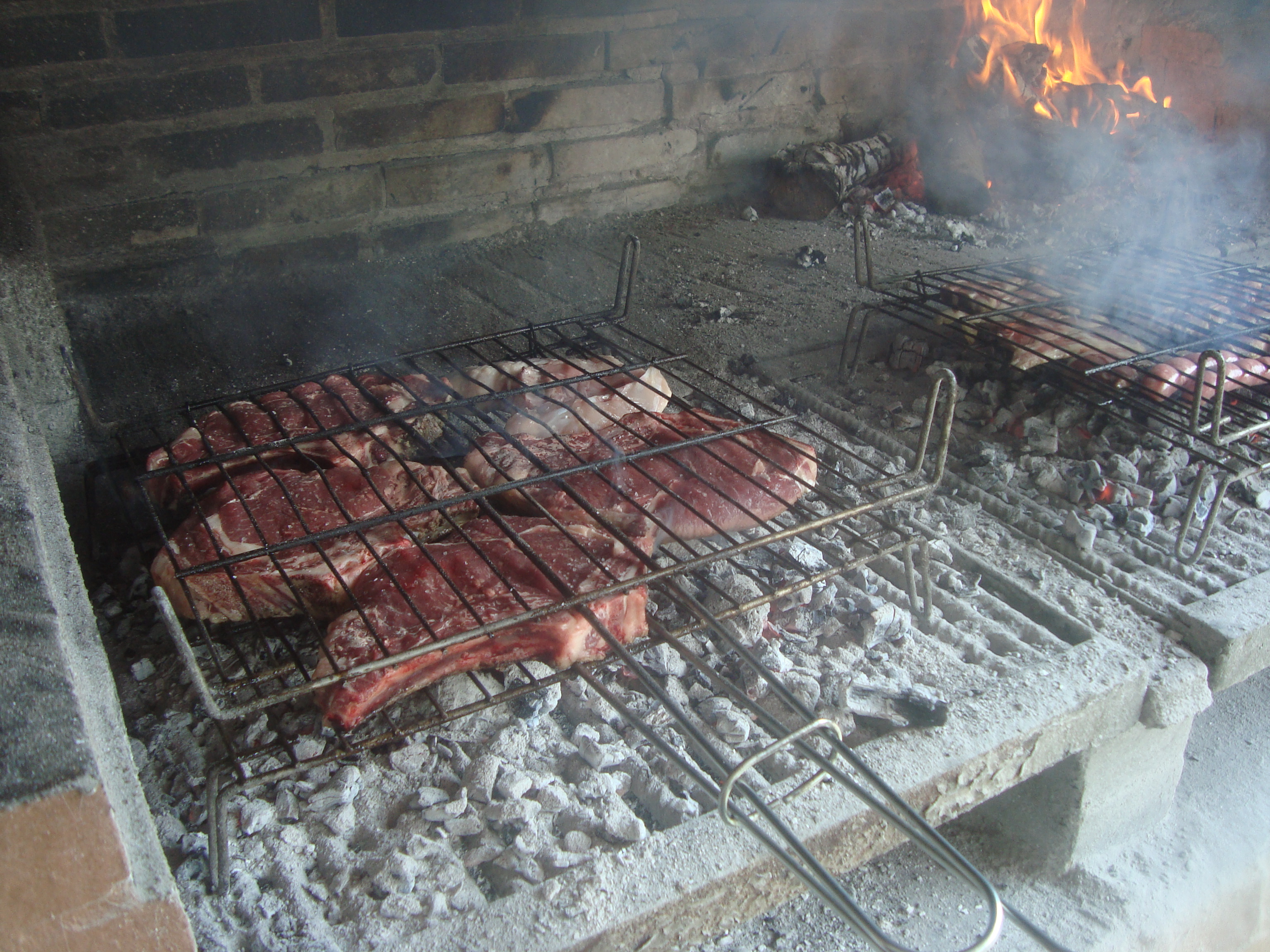
Carne cocinada encima de brasas de leña (España).

La carne asada forma parte de las antiguas tradiciones charras y luego vaqueras y se puede decir muy poco respecto a la forma en que procedían los vaqueros para prepararla. Considerando las características elementales del oficio, se puede sugerir que desde los tiempos remotos la carne se asaba directamente sobre las brasas, tal y como se sigue haciendo actualmente en algunos lugares. Se cortaban las chuletas o los trozos de cecina y se depositaban sobre las brasas o tal vez se utilizaba algún soporte intermedio entre el fuego y la carne.
La palabra parrillada se usa frecuentemente para referirse a una fiesta o reunión casual, normalmente al aire libre donde se consume carne asada. Debido a esta razón, muchas personas consideran el hecho de cocinar carne al aire libre como una parrillada, lo que es debatido por puristas en algunos lugares. El elemento usado para cocinar la carne es una parrilla de acero o asador, consiste en un contenedor de carbón con una parrilla, en ocasiones incluye una tapa tipo ataúd (encofrado).
El proceso de asado puede ser rápido o lento, dependiendo de la temperatura o grado de calor que se produce. Este proceso se logra realizar más rápidamente en los restaurantes mediante el uso de una plancha de metal en lugar de la tradicional parrilla. Los métodos más lentos de cocinar descomponen el colágeno en la carne y convierten a los cortes más resistentes en carne más fácilmente digerible.
En la actualidad se conocen muchas formas de elaborar la carne asada, pero en los ranchos y en los pueblos simplemente se pone el fuego de carbón bajo una parrilla y sobre esta se coloca la carne. En las ciudades se acostumbra preparar con anticipación la carne bañándola en limón, agregándole a cada chuleta algunas especies y dejándolas a reposar. Junto con las chuletas se acostumbra asar cebollas de rabo o también cebollas y papas envueltas en papel aluminio.

## Variaciones regionales
Existen una gran cantidad de variaciones de carne asada dependiendo de la región basadas en diversos factores:
- El tipo de carne empleada
- El tipo de corte de la carne
- La salsa y otros sazonadores añadidos a la preparación
- El tipo de fuente de calor (combustible) empleado
- El equipo utilizado para cocinar
- El tiempo empleado para realizar el asado

Generalmente, cualquier fuente de proteína se puede utilizar, incluyendo la carne de vaca, cerdo, aves de corral, y pescados. La carne se puede moler, procesar en la salchichas o kabobs (como con el chorizo), o acompañar con vegetales. En ciertas ocasiones el corte de las carne es importante (costilla, chuletón, t-bone, sirloin) y a veces el corte no es importante. La carne se puede adobar o frotar con especias antes de cocinarla, rociarla con una salsa o un aceite antes o durante el proceso de asado, o condimentado después de retirarla del calor.
Muchas formas de asar implican cortes de carne resistentes, los cuales requieren horas de cocinando bajo el efecto del calor. Algunas formas de asar utilizan un calor excesivo para cocinar más rápido. Con el calor alto (llamado a menudo asado a la parrilla), el alimento está colocado directamente sobre la llama o cualquier otra fuente de calor. Con calor bajo, el alimento está colocado a los lados y casi siempre cubierto, con frecuencia con el humo generado agrega un sabor adicional.
En algunas ocasiones se requiere de flama abierta, donde la fuente de combustible es irrelevante. En otros casos, la fuente de combustible es importante para el resultado final, por ejemplo: cuando se usa determinado tipo de madera (como el mezquite) para realizar la fogata.

### Australia
En Australia y Nueva Zelanda, las parrilladas (barbecues) son un pasatiempo popular del verano. Los asadores públicos de fichas son comunes en los parques de la ciudad. Las parrilladas en Australasia no implican ahumado o las salsas azucaradas de una barbecue estadounidense. La carne llana o adobada es asada a la parrilla en fuego abierto. El asado de las gambas ('camarón') era virtualmente desconocido antes de ser popularizado por un anuncio estadounidense de televisión que era protagonizado por el actor australiano Paul Hogan. Sin embargo el asado de mariscos es cada vez más popular, especialmente como comida al aire libre de Navidad, más lujosa que el asado de la carne roja, y más apropiado al verano del hemisferio sur que una "tradicional" carne asada.

### El Caribe
El pollo jamaicano asado es un ejemplo de parrillada.

### Asia

#### Hong Kong
Las parrilladas al aire libre son populares entre los residentes de Hong Kong durante sus viajes cortos a la provincia. Estos están invariablemente cocinados con carbón, con la carne (generalmente carne de vaca, cerdo, salchicha, o ala de pollo) simplemente adobada con miel, entonces es cocinada usando largos tenedores.

#### Corea
El bulgogi es típicamente una fina carne de vaca rebanada y adobada en salsa de soya, el aceite de sésamo, ajo y pimientos, cocinado en una parrilla en la mesa. Es el platillo principal, y por lo tanto se acompaña con platos de arroz y platillos secundarios. Bulgogi significa literalmente la "carne al fuego".

### Sudáfrica
El braai (abreviatura de braaivleis, del afrikáans "carne a la parrilla") comenzó como una importante tradición social entre la gente bóer del África meridional, tal población poseía importantes rebaños vacunos de origen europeo lo que explica la importancia la ingesta de asados de carne vacuna en esta parte del África; aunque la tradición ha sido adoptada desde entonces por los africanos del sur de todas las herencias étnicas.

### Venezuela
Ver Parrilla venezolana.

## Técnicas

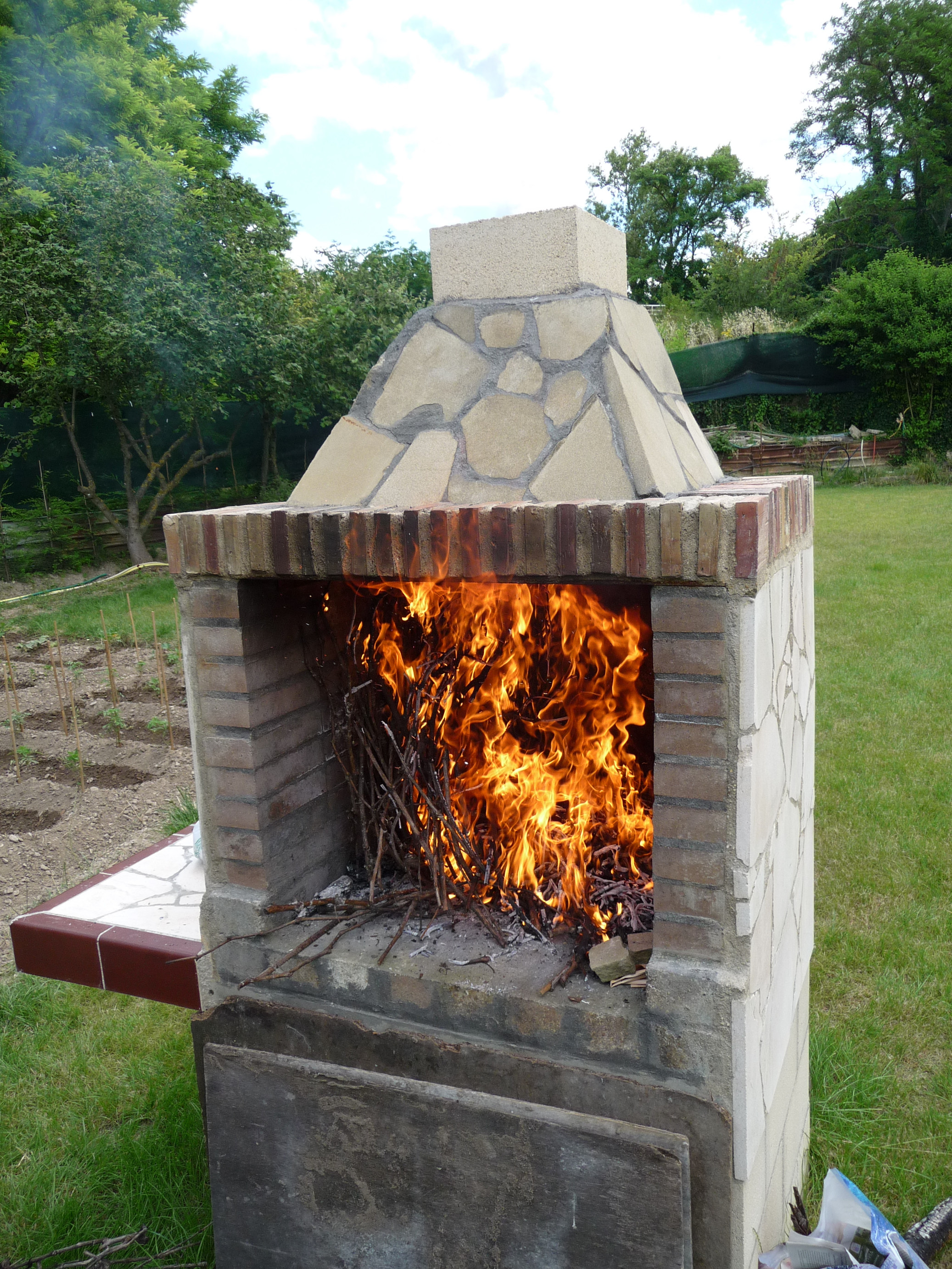
Quemando sarmientos en chimenea para asar.

### Leña
La opción y la combinación de maderas quemadas puede resultar en diversos sabores impartidos a la carne mediante varios tipos de leña a diversas temperaturas. El calor también varía por la cantidad de madera y de controlar el índice de la incineración con una atención cuidadosa.

### Carbón

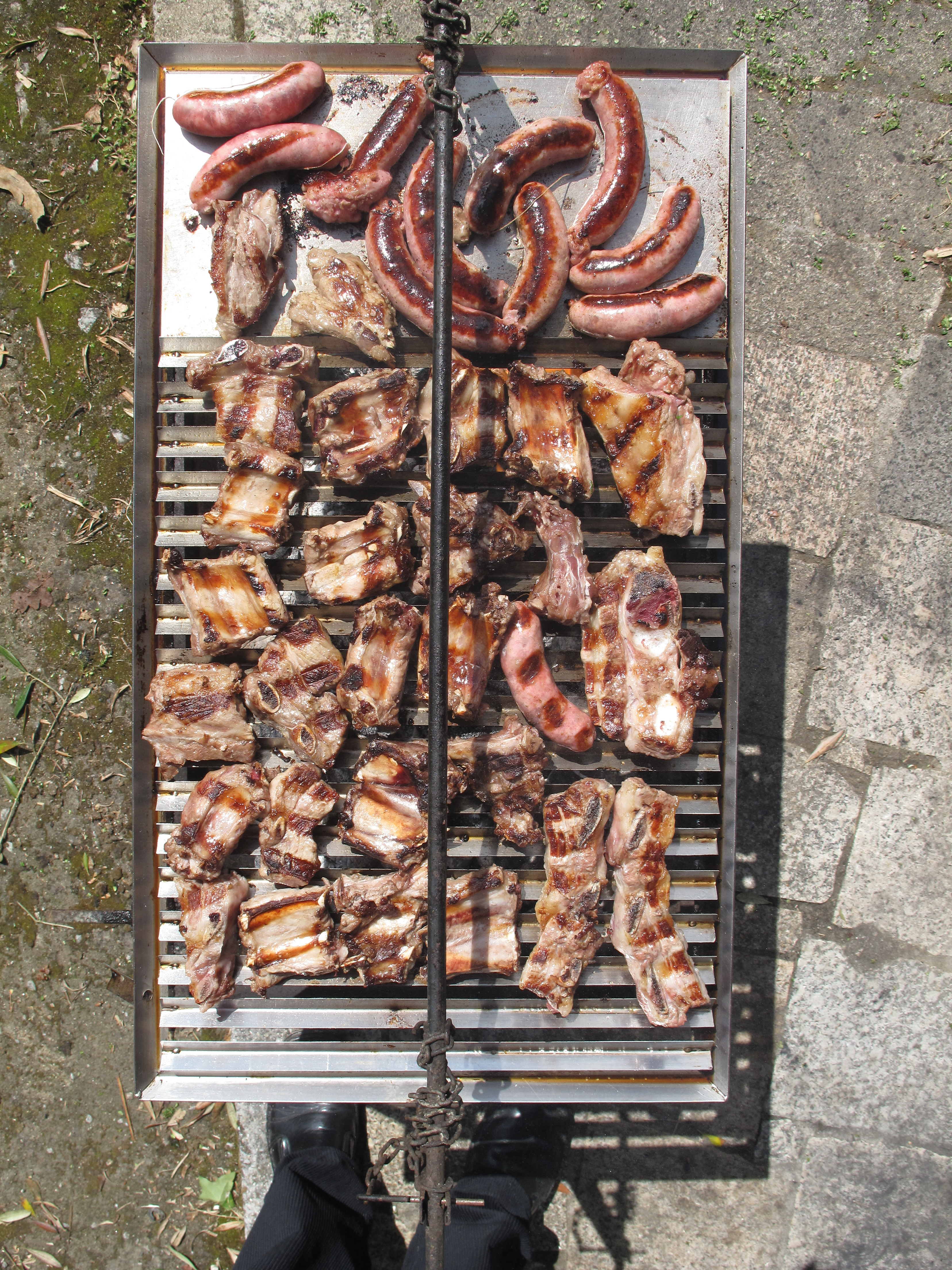
Barbacoa con carne en exterior.

Este método generalmente comienza al comprar una bolsa comercial de carbón de leña procesado en ladrillos. Un arrancador de carbón tipo chimenea es un método tradicional (pero generalmente de bajo uso) para conseguir un calor constante de sus brazas. Alternativamente, pueden ser encendidos directamente en una pirámide dentro del carbón después de impregnarla con un líquido más ligero (o usando ladrillos de carbón pre-tratados). Una vez que todos los carbones estén incinerados (generalmente 15-25 minutos), se separan alrededor del perímetro de la parrilla, y la carne se coloca en el centro de la misma para el cocinado indirecto. Para un sabor adicional y un aspecto atractivo, los cortes de carne más gruesos pueden ser opcionalmente asados directamente sobre el calor directo. Para obtener un sabor ahumado son añadidas virutas de madera empapadas con agua (por ejemplo de madera de mesquite, nuez dura, o árboles frutales). La temperatura de la parrilla es controlada por la cantidad y la distribución del carbón dentro del contenedor y con un cuidadoso manejo del mismo.
Una alternativa de usar carbón de leña se utiliza en los campamentos de niños exploradores. Los cuartos de pollo (las piernas y los muslos) se colocan en un horno holandés (un pote grande de hierro), y se vierten encima del pollo una botella de 2 L de bebida cola y una botella grande de salsa de tomate (32-40 onzas o cerca de 1 kg). La tapa se coloca en el horno holandés, y los carbones calientes se apilan alrededor de la base, a los lados, y encima de la tapa. La salsa de jugo de tomate-cola se carameliza sobre la carne, y cerca de una hora más tarde, cada uno goza de esta especie de barbacoa.

### Gas natural y propano
Los asadores de gas son fáciles de encender. El calor es fácil de controlar (vía las válvulas de gas tipo perilla que controlan las hornillas), así que el resultado es muy fiable. Dan lugar a un muy constante y sabroso asado, aunque algunos puristas del carbón de leña argumentan que carece de los sabores disponibles al cocinar solamente con carbón de leña. Los defensores de las parrillas de gas demandan que el cocinar con gas les deja "probar la carne, no el calor" porque se dice que las parrillas de carbón pueden depositar rastros de alquitrán del carbón en los alimentos. Muchas parrillas se equipan con termómetros, simplificando la experiencia de cocinado.
Las parrillas de gas son considerablemente más costosas debido a su complejidad, y más alto nivel de calor producido. También se consideran mucho más limpias pues no dan lugar a las cenizas, las cuales deben ser desechadas, y también en términos de contaminación atmosférica. El mantenimiento apropiado puede ayudar a reducir aún más la contaminación.